# لويس كولينز
لويس كولينز (بالإنجليزية: Lewis Collins)‏ هو ممثل بريطاني، ولد في 27 مايو 1946 في المملكة المتحدة، وتوفي في 27 نوفمبر 2013 بلوس أنجلوس في الولايات المتحدة بسبب سرطان.

## وصلات خارجية
- لويس كولينز على موقع IMDb (الإنجليزية)
- لويس كولينز على موقع ألو سيني (الفرنسية)
- لويس كولينز على موقع ميوزك برينز (الإنجليزية)
- لويس كولينز على موقع أول موفي (الإنجليزية)
- لويس كولينز على موقع قاعدة بيانات الأفلام السويدية (السويدية)
- لويس كولينز على موقع إن إن دي بي (الإنجليزية)
- لويس كولينز على موقع ديسكوغز (الإنجليزية)
- لويس كولينز على موقع قاعدة بيانات الفيلم (الإنجليزية)
- لويس كولينز على موقع كينوبويسك (الروسية)